# Weinmannia rapensis
Weinmannia rapensis là một loài thực vật thuộc họ Cunoniaceae endemic tới Polynésie thuộc Pháp.